# Alberta Cross
Alberta Cross er et rockband fra Storbritannien. Bandet udgav sit første album, Broken Side of Time, den 22. september 2009.